# Sapogne-et-Feuchères
Sapogne-et-Feuchères – miejscowość i gmina we Francji, w regionie Grand Est, w departamencie Ardeny.
Według danych na rok 1990 gminę zamieszkiwały 473 osoby, a gęstość zaludnienia wynosiła 44 osób/km².

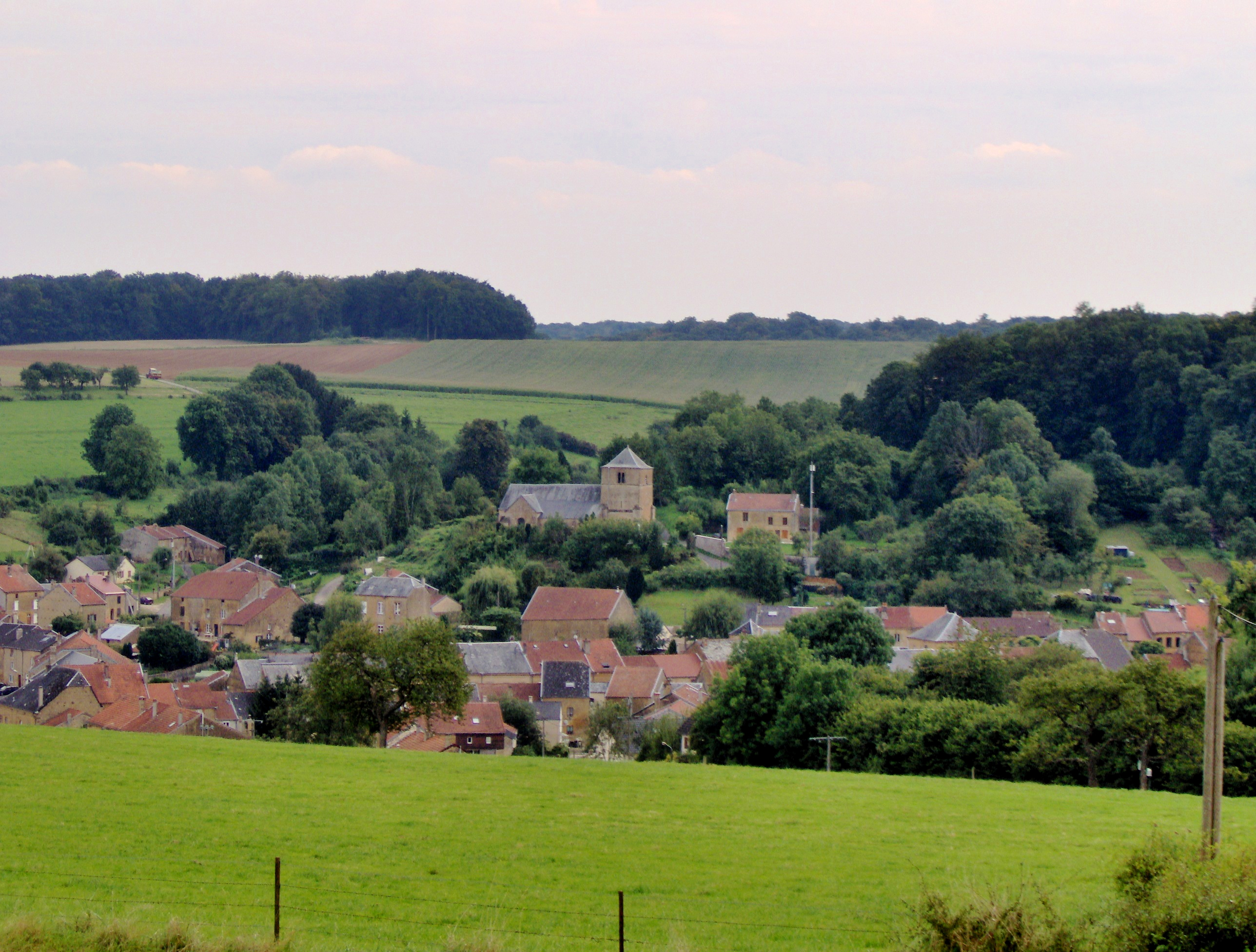
Sapogne, 2007